# Kanton Pavilly
Kanton Pavilly is een voormalig kanton van het Franse departement Seine-Maritime. Het kanton maakte deel uit van het arrondissement Rouen. Het werd opgeheven bij decreet van 27 februari 2014 met uitwerking in maart 2015.

## Gemeenten
Het kanton Pavilly omvatte de volgende gemeenten:
- Barentin
- Beautot
- Betteville
- Blacqueville
- Bouville
- Butot
- Carville-la-Folletière
- Croix-Mare
- Écalles-Alix
- Émanville
- La Folletière
- Fresquiennes
- Fréville
- Goupillières
- Gueutteville
- Limésy
- Mesnil-Panneville
- Mont-de-l'If
- Pavilly (hoofdplaats)
- Sainte-Austreberthe
- Saint-Ouen-du-Breuil
- Villers-Écalles